# Eristena tanongchiti
Eristena tanongchiti là một loài bướm đêm trong họ Crambidae.